# 光大巷天主堂
光大巷天主堂又名一洞桥天主堂，位于中国四川成都市锦江区南打金街光大巷，是成都最古老的天主教堂，始建于1756年。

## 歷史
1887年，法国传教士吕鸣春（Alphonse Têtu）在此修建教堂。1891年，杜杭继任川西北代牧区主教，将川西北代牧区主教府，由彭县马桑坝天主堂迁至成都光大巷天主堂。
1895年5月28日端午节，发生成都教案，局势失控，四圣祠英美会教堂被毁。次日，陕西街美以美会教堂、玉沙街英美会教堂、平安桥天主堂及北门外张家巷天主堂全部捣毁。5月30日，光大巷天主堂、医院亦被捣毁。法籍主教杜杭遭殴伤，此后迁居桂王桥天主堂。
1950年，成都市区设有五座天主教堂：平安桥主教座堂、张家巷天主堂、光大巷天主堂、桂王桥天主堂、青莲街天主堂。2011年，光大巷天主堂遗迹遭拆除。